# Energie mecanică
Energia mecanică este partea de energie care depinde doar de masele unui sistem fizic, de pozițiile și vitezele lor relative față de un sistem de referință, adică este formată din energia potențială și energia cinetică. Expresia matematică a energiei mecanice este:
{\displaystyle E_{m}=E_{p}+E_{c}\,}
Pentru sistemele izolate mecanic și aflate în câmpuri de forțe conservative (gravitațional, elastic) energia lor mecanică se conservă. 
Includerea căldurii generate de frecare permite o formulare mai generală a principiului conservării energiei prin principiul întâi al termodinamicii. 
Energia totală include pe lângă energia mecanică energia internă.

## Unități de măsură
Unitatea de măsură pentru energia mecanică în SI este joule (J). Această unitate de măsură este definită ca fiind energia transferată atunci când se aplică o forță de un newton pe o distanță de un metru în direcția forței.

## Teorema de variație a energiei într-un sistem neconservativ
În cazul în care într-un sistem apar forțe neconservative lucrul mecanic al forțelor neconservative este:
{\displaystyle L_{Fnc}=\Delta E_{mec}}
unde Emec este energia mecanică.